# Orpheus (Schiff, 1861)
HMS Orpheus war eine Korvette der Royal Navy, Flaggschiff des australischen Geschwaders. Das 69 Meter lange Schiff wurde 1858 bis 1860 im Chatham Dockyard in Kent, England, gebaut und nach dem griechischen Helden benannt.
Die Orpheus sank am 7. Februar 1863 bei Whatipu vor der Westküste von Auckland, Neuseeland, als sie unter dem Kommando von Robert Heron Burton Schiffsausrüstung und Truppenverstärkung nach Auckland liefern sollte. Bei dem Unglück kamen 189 von den 259 Mann an Bord ums Leben. Damit handelt es sich um das Schiffsunglück mit den meisten Toten in den Gewässern Neuseelands.